# Aston on Carrant
Aston on Carrant – przysiółek w Anglii, w Gloucestershire. Leży 6,3 km od miasta Tewkesbury, 20 km od miasta Gloucester i 147,4 km od Londynu. Aston on Carrant jest wspomniana w Domesday Book (1086) jako Contone.